# Komitat Közép-Szolnok

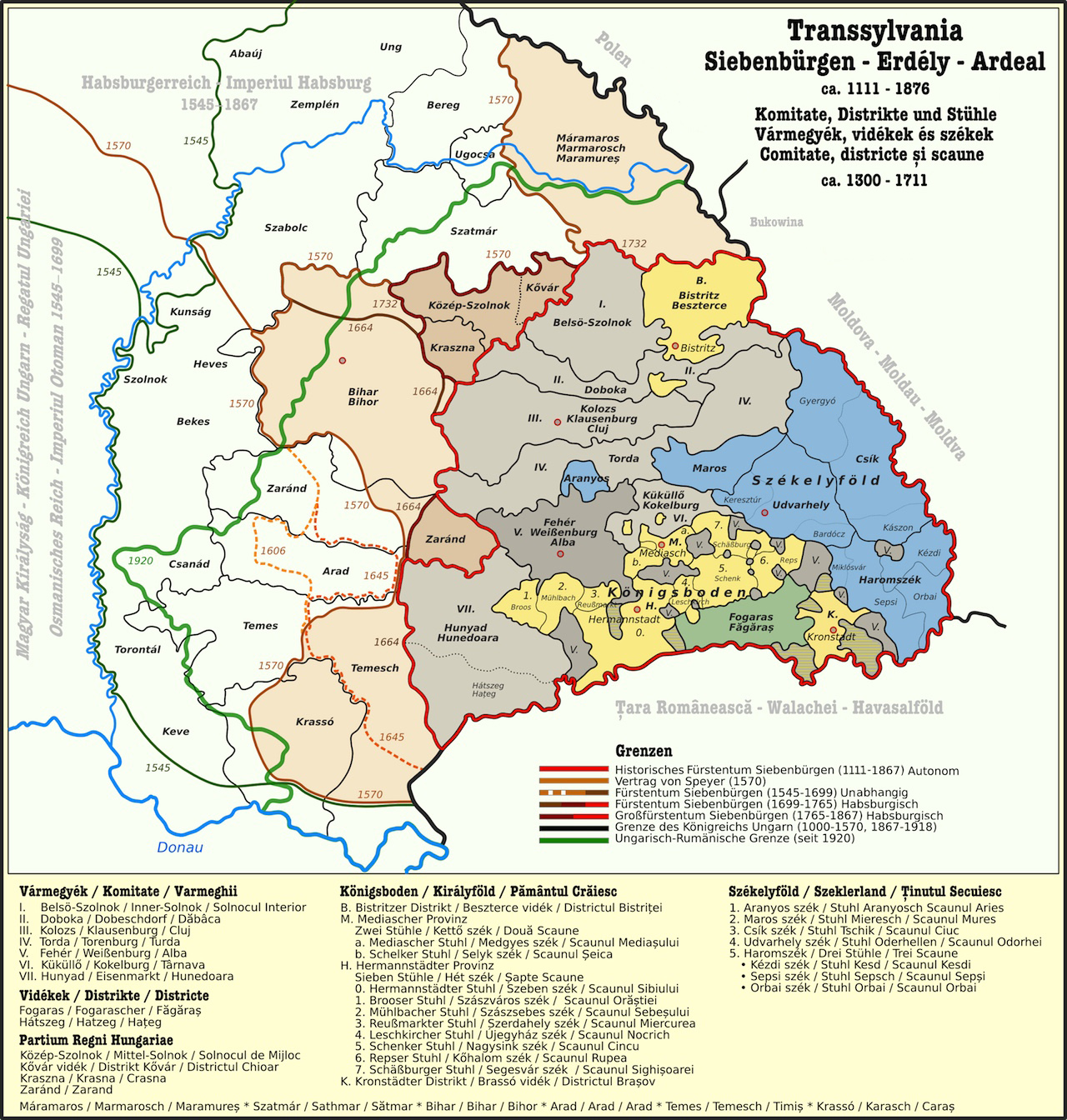
Das Komitat Közép-Szolnok auf einer Karte Siebenbürgens

Das Komitat Közép-Szolnok (ungarisch Közép-Szolnok vármegye, deutsch auch Komitat Mittel-Szolnok) war eine Verwaltungseinheit im Königreich Ungarn und im Großfürstentum Siebenbürgen. Es wurde 1876 im Zuge der Komitatsreform in die Komitate Szilágy und Szatmár eingegliedert. Verwaltungssitz war Zilah (dt. Zillenmarkt, rum. Zalău).

## Beschreibung
Das Komitat wurde erstmals am 19. März 1345 in einem Schutzschreiben des Kapitäns von Nagyvárad erwähnt. Bis Mitte des 17. Jahrhunderts gehörte auch der später unabhängige Distrikt Kővár zum Komitat. Maria Theresia verlieh 1754 ein Wappen, das am 13. November des Jahres auf der Komitatsversammlung vorgestellt wurde. Joseph II. gliederte den Distrikt Kővár und das Komitat Kraszna am 3. Juli 1784 in das Komitat Közép-Szolnok ein, was nach seinem Tod im April 1790 wieder rückgängig gemacht wurde. 1811 beschloss der Landtag die Vereinigung der Komitate Közép-Szolnok und Kraszna. Dies geschah jedoch erst mit der Komitatsreform 1876. Dabei entstand das Komitat Szilágy.
Heute liegt das einstige Gebiet des Komitats in Rumänien, in den Kreisen Sălaj und Satu Mare.